# Astracantha cesarensis
Astracantha cesarensis är en ärtväxtart som först beskrevs av Sirj. och Joseph Friedrich Nicolaus Bornmüller, och fick sitt nu gällande namn av Dieter Podlech. Astracantha cesarensis ingår i släktet Astracantha och familjen ärtväxter. Inga underarter finns listade i Catalogue of Life.